# 卡内杜-迪巴斯图
卡内杜-迪巴斯图是葡萄牙布拉加区的一个堂区。总面积10.23平方公里，总人口1028人，人口密度100.5人/平方公里。